# MAA741

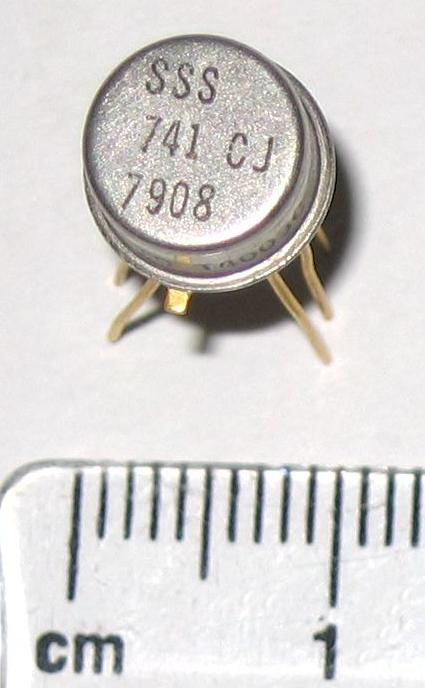
Operační zesilovač 741 v pouzdře TO-5

MAA741 (jiné značení: uA741, μA741) je univerzální integrovaný operační zesilovač (OZ) druhé generace tvořený bipolárními tranzistory. Původní μA741 vytvořil v roce 1968 David Fullagar z Fairchild Semiconductor úpravou obvodu LM101, který navrhl Robert Vidlar. Na rozdíl od LM101, který vyžaduje vnější kondenzátor frekvenční korekce, má μA741 tento kondenzátor vestavěný. Díky jednoduchosti použití a ve své době výborným charakteristikám se μA741 stal široce používaným obvodem a „typickým“ univerzálním operačním zesilovačem. I když se později začaly vyrábět obvody s podstatně lepšími charakteristikami, OZ 741 a jeho klony ještě v roce 2015 vyrábělo množství výrobců (například LM741, AD741, К140УД7).

## Struktura OZ
I když je možné považovat operační zesilovač za černou skříňku s charakteristikami ideálního OZ, je důležité mít představu o vnitřní struktuře OZ a principech jeho činnosti, protože při praktickém používání OZ mohou vzniknout problémy způsobené omezeními jeho zapojení.
Různá provedení OZ mohou mít různou strukturu, ale vycházejí z jednoho principu. OZ druhé a dalších generací jsou tvořeny následujícími funkčními bloky:
1. Diferenciální zesilovač

Vnitřní zapojení operačního zesilovače 741

  - Vstupní stupeň zajišťuje zesílení s malou úrovní šumu a vysoký vstupní odpor. Obvykle má diferenciální výstup.
2. Zesilovač napětí
  - Má vysoký činitel napěťového zesílení, pokles amplitudově-frekvenční charakteristiky jako u jednopólového filtru nízkých frekvencí, a obvykle jediný (to je, ne diferenciální) výstup.
3. Výstupní zesilovač
  - Koncový stupeň zabezpečuje vysokou proudovou zatěžovací schopnost, nízký výstupní odpor, omezení výstupního proudu a ochranu před zkratem na výstupu.

## Proudová zrcadla
Části obvodu ohraničené červenou čarou, tvoří proudová zrcadla. Primární proud, který nastavuje všechny ostatní proudy, nastavuje napětím napájení OZ a rezistorem 39 kΩ (plus dva poklesy napětí na diodovém přechodu). Primární proud činí přibližně
| {\displaystyle I_{\text{ref}}={\frac {V_{{\text{S}}+}-V_{{\text{S}}-}-2V_{\text{be}}}{39\,{\text{k}}\Omega }}} | \| \| \| \| \| \| \| \| | (1) |
| |                         |     |
| |                         |     |

Pracovní bod vstupního stupně podle stejnosměrnému proudu se nastavuje dvěma proudovým zrcadly vlevo. Proudové zrcadlo tvořené tranzistory Q8/Q9 dovoluje pracovat s velkými soufázovými napětími na vstupu, ne vycházejíce při tomto z aktivního režimu činnosti tranzistorů. Proudové zrcadlo Q10/Q11 nepřímo slouží k nastavení klidového proudu vstupního stupně. Tento proud navazuje se rezistorem 5 kΩ. Obvod nastavení proudového předpětí pracuje následující způsobem: Pokud se proud vstupního stupně liší (tento rozdíl detekuje tranzistor Q8) od hodnoty nastavené tranzistorem Q10, projeví se to v proudu Q9, což způsobí změnu napětí v místě spojení kolektorů Q9 a Q10. Toto napětí je přivedeno na bázi Q3 a Q4, zmenšuje odchylku proudu vstupního stupně od jmenovitého. Stejnosměrná složka proudu vstupního stupně je tak stabilizována hlubokou zápornou zpětnou vazbou.
Proudové zrcadlo Q12/Q13 zabezpečuje stejnosměrný proud zátěže pro zesilovač třídy A; tento proud prakticky nezávisí na výstupním napětí OZ.

## Diferenciální vstupní stupeň
Část obvodu ohraničená modrou čarou tvoří diferenciální (rozdílový) zesilovač. Tranzistory Q1 a Q2 pracují jako emitorové sledovače, jejichž zátěž tvoří dvojice tranzistorů Q3 a Q4 zapojených jako zesilovače s společnou bází. Q3 a Q4 kromě tohoto vyrovnávají úrovně napětí a zajišťují předzesílení signálu před jeho přivedením na zesilovač třídy А.
Aktivní zátěží diferenciálního zesilovače tvořeného tranzistory Q1 až Q4 je proudové zrcadlo složené z tranzistorů Q5 až Q7. Tranzistor Q7 zvětšuje přesnost (rovnost proudů v obou větvích) proudového zrcadla snížením proudu odebíraného z kolektoru Q3 pro řízení bází tranzistorů Q5 a Q6. Toto proudové zrcadlo zabezpečuje převod diferenciálního signálu na nediferenciální následující způsobem:
- Signál z kolektoru Q3 je přiveden na vstup proudového zrcadla, a výstup zrcadla (kolektor Q6) je propojen s kolektorem Q4.
- Zde se proudy kolektorů Q3 a Q4 sečtou, protože pro diferenciální vstupní signály mají signalizační proudy tranzistory Q3 a Q4 stejnou absolutní hodnotu, ale opačnou polaritu.

Díky tomu je součet dvojnásobkem proudů tekoucích tranzistory Q3 a Q4. Napětí signálu na kolektoru Q4 v klidovém režimu se rovná součinu součtu signálních proudů a odporů kolektorů Q4 a Q6 zapojených paralelně. Tento součin je relativně velký, protože odpory kolektorů pro signálové proudy jsou velké.
Je třeba poznamenat, že proud báze vstupních tranzistorů je nenulový a diferenciální odpor vstupu OZ 741 činí přibližně 2 MΩ.
OZ má dva vyvažovací vstupy (na obrázku označené Offset), které umožňují nastavit vstupní předpětí OZ na nulu. Pro nastavení je třeba připojit k vývodům potenciometr.

## Zesilovací stupeň třídy А
Část obvodu ohraničená fialovou čarou je zesilovacím stupněm třídy А. Skládá se ze dvou tranzistorů NPN v Darlingtonově zapojení. Kolektorovou zátěží je výstupní část proudového zrcadla Q12/Q13, čímž se dosahuje vysokého zesílení tohoto stupně. Kondenzátor o kapacitě 30 pF zabezpečuje frekvenčně závislou zápornou zpětnou vazbou, která zvyšuje stabilitu OZ při práci s vnější zpětnou vazbou. Tato technika se nazývá Millerova kompenzace. Prakticky funguje jako integrátor tvořený OZ.

Pól může mít poměrně nízkou frekvenci, například 10 Hz pro OZ 741. Při této frekvenci dochází k poklesu o −3 dB amplitudově-frekvenční charakteristiky OZ při otevřené smyčce vnější zpětné vazby. Frekvenční kompenzace zabezpečuje nepodmíněnou stabilitu OZ v širokém pásmu podmínek a proto značně zjednodušuje jeho použití.

## Obvody předpětí výstupu
Část obvodu ohraničená zelenou čarou zajišťuje správné předpětí tranzistorů koncového stupně. Tato část obvodu tvoří násobič napětí báze-emitor – dvoupól, udržující na svých výstupech konstantní rozdíl potenciálů, který nezávisí na protékajícím proudu. Jde o obdobu stabilizační diody tvořenou tranzistorem Q16. Pokud předpokládáme, že proud báze tranzistoru Q16 je nulový, a napětí báze-emitor je 0,625 V (typické napětí báze-emitor pro křemíkové bipolární tranzistory), pak proudy, tekoucí rezistory 4,5 kΩ a 7,5 kΩ, budou stejné, a napětí na rezistoru 4,5 kΩ bude 0,375 V. Díky tomu napětí na celém dvoupólu bude také 0,625 + 0,375 = 1 V. Toto napětí udržuje výstupní tranzistory v téměř otevřeném stavu, což zmenšuje přechodové zkreslení.
Stabilizace předpětí násobičem napětí báze-emitor je zajímavá tím, že při změnách teploty se napětí báze-emitor mění stejně jak pro stupeň s předpětím tak v obvodech, které předpětí vytvářejí, díky čemuž se teplotně závislé vlivy vzájemně odečítají. Tím se výrazně zlepšuje teplotní stabilita pracovního bodu předpěťových tranzistorů, především v integrovaných obvodech, kde všechny tranzistory mají stejnou teplotu (protože jsou vytvořeny na jedné křemíkové destičce).
V některých zesilovačích z diskrétních součástek vytvářejí předpětí pro výstupní tranzistory sériově zapojené polovodičové diody (obvykle dvě).

## Koncový stupeň
Koncový stupeň (ohraničený světle modrou čarou) třídy AB je push-pull emitorový sledovač (Q14, Q20), jehož předpětí zajišťuje násobič napětí Vbe (Q16 a rezistory, spojené s jeho bází). Na koncový stupeň je přiváděn signál z kolektorů tranzistorů Q13 a Q19. Maximální výstupní napětí OZ je přibližně o 1 V menší než napájecí napětí; to je způsobeno poklesem napětí na plně otevřených tranzistorech výstupního stupně.
Rezistor s odporem 25 Ω ve výstupním stupni funguje jako snímač proudu. Společně s tranzistorem Q17 omezuje proud emitorového sledovače Q14 na přibližně 25 mA. Omezení proudu v dolní větvi (tvořené tranzistorem Q20) výstupního stupně push-pull se provádí měřením proudu emitorem tranzistoru Q19 a následujícím omezením proudu báze Q15. Novější varianty OZ 741 mohou používat jiné metody omezení výstupního proudu.